# San Hipólito (Tabasco)
San Hipólito es un ejido del municipio de Jalpa de Méndez ubicado en la subregión centro del estado mexicano de Tabasco.

## Geografía
La localidad se ubica a 8.7 kilómetros (en dirección noroeste) de la localidad de Jalpa de Méndez, la cabecera y lugar más poblado del municipio. Se sitúa en las coordenadas geográficas 18°07′13″N 93°07′13″O / 18.120278, -93.120278, a una elevación de 8 metros sobre el nivel del mar.

## Demografía
Según el Conteo de Población y Vivienda 2020, efectuado por el Instituto Nacional de Estadística y Geografía, la localidad de San Hipólito tiene 926 habitantes, de los cuales 477 son del sexo masculino y 449 del sexo femenino. Su tasa de fecundidad es de 2.55 hijos por mujer y tiene 235 viviendas particulares habitadas.
| Gráfica de evolución demográfica de San Hipólito entre 1940 y 2020 |
|                                                                    |
| INEGI.                                                             |